# Spelaeoniscus orientalis
Spelaeoniscus orientalis är en kräftdjursart som beskrevs av Albert Vandel1959. Spelaeoniscus orientalis ingår i släktet Spelaeoniscus och familjen Spelaeoniscidae. Inga underarter finns listade i Catalogue of Life.